# Stanley William Hayter
Pour les articles homonymes, voir Hayter.
 (mars 2011).
Stanley William Hayter, né le 27 décembre 1901 dans le borough londonien de Hackney et mort le 4 mai 1988 à Paris, est un peintre et graveur britannique.
Artiste rattaché à la nouvelle école de Paris, son œuvre d'abord figuratif, puis abstrait, a été à partir de 1932 essentiel dans le renouveau de la gravure moderne.

## Biographie

### Formation
Le père de Stanley William Hayter est peintre et l'un de ses ancêtres, au XVIIIe siècle, a écrit plusieurs traités sur le dessin. Hayter commence lui-même en 1913 à peindre des toiles de style impressionniste. 
Ses études de chimie organique l'amènent de 1922 à 1925 à travailler dans le golfe Persique, à Abadan, pour l'Anglo-Iran Oil Company. Il visite alors la Perse et l'Arabie puis, sur le chemin du retour, l'Égypte. Durant ces années, il réalise de nombreux dessins et des peintures d'inspiration cubiste qu'il expose aussitôt rentré à Londres.

### À Paris
En avril 1926, Hayter s'établit à Paris, il fréquente l'académie Julian durant trois mois et étudie la gravure auprès de l'artiste polonais Joseph Hecht. Ce dernier aida Hayter à tirer ses premiers burins.  Attiré par la peinture de Giorgio De Chirico, Max Ernst et Hans Arp, il rencontre bientôt Alexander Calder puis André Masson et participe au mouvement surréaliste, se liant en 1933 avec Paul Éluard qui écrit quelques années plus tard un poème inspiré par ses gravures (Facile proie, Paris, éditions Guy Lévis Mano, 1938). 
Hecht fut un des seuls graveurs à soutenir Hayter dans la fondation de son atelier de gravure. Il lui trouva sa première presse et  suivit attentivement Hayter lorsqu'il démarra son premier atelier rue du Moulin Vert. 
Dès 1927, Stanley William Hayter, que ses proches appellent « Bill », installe un atelier de gravure qu'il déménage à Montparnasse en 1932 au 17, rue Campagne-Première, d'où le nom d'Atelier 17 qui deviendra célèbre dans le monde entier et que garderont ses ateliers ultérieurs. Au long des décennies le fréquenteront notamment Pablo Picasso, Salvador Dalí, Marc Chagall, Joan Miró, Max Ernst, Alberto Giacometti, Ferdinand Springer, Raoul Ubac, Maria Elena Vieira da Silva, John Olsen, Yo Marchand, Nevenka Arbanas et un très grand nombre d'autres peintres venus de tous les horizons, non pas seulement pour apprendre des techniques traditionnelles mais pour chercher auprès de Hayter de nouvelles façons d'ouvrir la gravure, moyen d'expression autonome, aux nouveautés du langage de l'art moderne. Hayter, multipliant les recherches de matière, y met en particulier au point de nouveaux procédés d'impression de plusieurs couleurs en une seule opération. 
Ses peintures suivent une évolution plastique parallèle à celle de ses gravures. S'il continue de peindre portraits, natures mortes et paysages jusqu'en 1929, Hayter s'éloigne ensuite de la figuration et réalise des constructions où ficelles ou cordes, suggérant parfois les contours de corps, sont collées en méandres sur la surface plane de la toile, et produit des dessins automatiques. Puis se renforcera dans ses œuvres la présence de silhouettes allusives, superposées et mêlées, de personnages ou d'animaux. 
Durant cette période, Hayter effectue des voyages au Venezuela, en Italie, en Grèce, et plusieurs séjours en Espagne, le dernier en tant qu'invité du gouvernement de la République espagnole. Hayter visite les tranchées et zones de guerre et peint plusieurs tableaux importants sur place. Il participe activement en 1938 au recueil Solidarité, publié au profit des combattants républicains, qui réunit un poème d'Éluard et des gravures de sept artistes, dont Picasso, Miró, Masson et Yves Tanguy. Le recueil a été imprimé par l'Atelier 17 de Hayter. Hayter exécutera d'autres gravures vendues au profit des Républicains espagnols, faisant de lui l'un des artistes internationaux les plus engagés pour la cause républicaine espagnole.
En 1936, il participe à l'organisation de la première exposition surréaliste à Londres, à Burlington House, aux côtés de son ami Roland Penrose. Il expose à la Galerie Gradiva d'André Breton en 1937 à Paris et, en 1938, à la Mayor Gallery à Londres où il montre les œuvres peintes en Espagne l'année précédente. Pendant cette période, son travail est aussi exposé en galerie à New York et Tokyo.

### À Londres et New York
En 1939, Hayter quitte Paris pour Londres, où il collabore avec Roland Penrose sur du camouflage militaire. En 1940 il épouse avec la sculptrice Helen Phillips qui avait été son élève et part en 1940 aux États-Unis, où il demeurera dix ans. Sa réputation le conduit dès son arrivée à enseigner à l'Academy of Art University de San Francisco. Dès la fin de l'année, il recrée à New York un nouvel Atelier 17, donnant à travers le pays des cours de gravure, de peinture et de dessin, ainsi que des conférences. Ian Hugo fut son élève.
En 1944, l'exposition itinérante sur l'Atelier 17 qu'organise le musée d'art moderne de New York marque un tournant important qui assure à Hayter une renommée internationale. Dans son atelier, il reçoit non seulement Tanguy, Calder ou Masson, mais aussi les artistes nord-américains, Jackson Pollock, Mark Rothko, Roberto Matta, Robert Motherwell, Willem de Kooning et Jean-Paul Riopelle. Pollock exécute ses seules gravures à l'Atelier 17, sous la direction de Hayter. Marc Chagall et Joan Miró, de passage à New York au cours des années 1940, viendront aussi travailler l'estampe aux côtés de Hayter dans son atelier. Durant cette période, son œuvre peint et gravé, à la limite de l'abstraction, développe les réseaux d'un graphisme marqué autour d'entrelacs de formes féminines épurées, réduites à l'arabesque.

### Retour en France

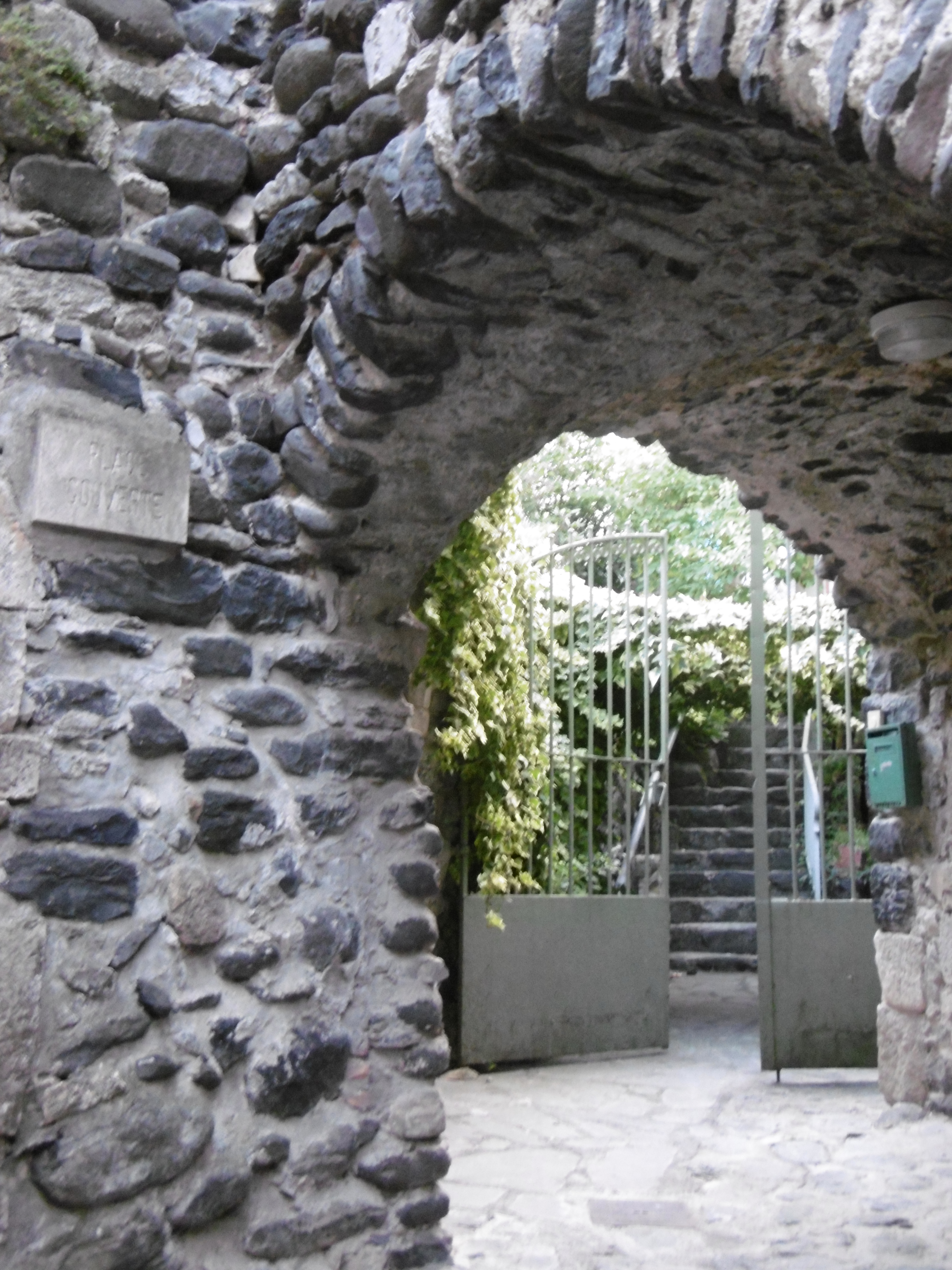
Entrée de la maison de Hayter et Helen Phillips à Alba-la-Romaine.

Rentré en 1950 à Paris, Hayter, qui rend encore dans les années suivantes de brèves visites à son atelier américain, rouvre, non loin de son installation première, l'Atelier 17 où ses amis peintres recommencent de réaliser leurs gravures, côtoyant de plus jeunes artistes comme Corneille, George Ball ou Pierre Alechinsky. Dès 1950, il travaille durant l'été à Alba-la-Romaine, en Ardèche où se retrouvent de nombreux artistes de toutes nationalités, notamment Jean Le Moal, Theodore Appleby, Honorio García Condoy, Roger Weiss ou Eudaldo. Les toiles que peint Hayter, malgré leurs titres dont plusieurs évoquent l'Escoutay, la rivière qui traverse le village, s'affranchissent de toute allusion directe à la réalité visible. 
« Les séjours à Alba ont exercé quelque influence sur Hayter, et d'abord physique : l'air et les divers parfums des arbres et des fleurs le ravivent après la vie citadine au long de laquelle il a respiré, avec ardeur d'ailleurs, l'odeur des acides et des encres […]. L'Escoutay exerce sur lui un irrésistible attrait : les sauts de l'eau, la profondeur mystérieuse des trous, les tourbillons sur les cuves claires et sombres », observe Georges Limbour en parlant de sa peinture. Mais c'est seulement à l'aide de ses couleurs, montées en intensité, des rythmes gestuels de ses tracés obliques ou enchevêtrés, que sa peinture, désormais non figurative, recrée le sentiment de la réalité élémentaire, terre et eau, minéral et végétal, sous la lumière variable des saisons.
Hayter représente le Royaume-Uni à la Biennale de Venise de 1958 avec ses peintures. Il reçoit en 1960 le grand prix international de gravure de Tokyo, en 1972 le grand prix de la ville de Paris. Ses œuvres, tant ses peintures que ses gravures, ne cesseront d'évoluer vers toujours plus de spontanéité dans la projection dynamique de la couleur, distribuée par la suite selon d'amples réseaux de courbes se déployant parallèlement comme ondes, se croisant ou se superposant. Il expérimente au sein de l'Atelier 17 plusieurs techniques et met au point l'impression par viscosité.
Dans les années 1980, leurs compositions éclatées en plus larges surfaces, fortement contrastées dans les rouges, les verts et les jaunes, sont de nouveau fréquemment traversées par le souple graphisme, sombre ou lumineux, qui, sous des formes distinctes au long de son itinéraire, demeure caractéristique de l'art d'Hayter.

### Mort
Stanley William Hayter meurt à Paris le 4 mai 1988.
L'année de sa mort, le British Museum de Londres acquiert la totalité de son abondant œuvre gravé. L’Oxford Dictionary of Art and Artists juge en 1997 qu'aucun graveur britannique n'aura eu une telle influence internationale[réf. souhaitée].
Le 9 mai 1988, George Ball écrit en hommage à Hayter, son maître, ami et père spirituel : « Il m'est difficile, voire douloureux de parler de mon ami et maître « Bill » Hayter qui vient de nous quitter subitement le soir du 4 mai 1988. Sa mort laisse déjà un grand vide dans le cœur de tous ceux qui le connaissaient bien, ou même très peu. […] C'est à lui que je dois toute la connaissance que j'ai acquise de la technique de la gravure en taille-douce, burin et eau forte. Pourtant, tout ce que Hayter m'avait apporté comme il l'avait fait aux milliers d'artistes du monde entier depuis qu'il avait fondé à Paris, en 1926, son célèbre « Atelier 17 », dépassait de loin un simple enseignement technique. Par son esprit toujours jeune jusqu'à la fin de sa longue vie de créateur et de maître inégalable, il nous avait surtout ouvert des portes jusqu'alors insoupçonnées. Il avait toujours essayé de nous ouvrir les yeux et de chercher toujours plus loin ce qui me semble être la chose la plus importante dans l'aventure de la création : la force expressive. Hayter n'a jamais cessé de donner à tous les artistes, jeunes et moins jeunes, expérimentés ou débutants, ignorants comme j'étais moi même en 1958, toute sa propre expérience de grand graveur : il n'en cachait rien. Tout ce qu'il savait, il le partageait avec ses collègues de l'Atelier 17. Ceci me semble la marque d'un très grand professeur. »

## Illustrations
- Georges Hugnet, Ombres portées, avec cinq gravures de Stanley William Hayter, Paris, Éditions de la Montagne, 1932.
- Poétique de la danse, d'Euripide à Lorca, choix et commentaire de Jean-Clarence Lambert, illustrations de Stanley-William Hayter, éditions Falaize, 1955.